# Halowe Mistrzostwa Świata w Lekkoatletyce 2016 – bieg na 400 m kobiet
Bieg na 400 metrów kobiet – jedna z konkurencji biegowych rozgrywanych podczas halowych lekkoatletycznych mistrzostw świata w Oregon Convention Center w Portlandzie.
Tytułu mistrzowskiego z 2014 roku nie broniła Amerykanka Francena McCorory.

## Minimum kwalifikacyjne
Aby zakwalifikować się do mistrzostw, należało wypełnić minimum kwalifikacyjne wynoszące 53,15 (hala) lub 51,20 na otwartym stadionie (uzyskane w okresie od 1 stycznia 2015 do 7 marca 2016).

## Terminarz
| Data     | Godzina |            |
| -------- | ------- | ---------- |
| 18 marca | 12:25   | Eliminacje |
| 18 marca | 19:25   | Półfinały  |
| 20 marca | 18:47   | Finał      |

## Rekordy
W poniższej tabeli przedstawiono (według stanu przed rozpoczęciem mistrzostw) halowe rekordy świata, poszczególnych kontynentów oraz halowych mistrzostw świata.
|                                   | Zawodnik              | Wynik | Miejsce   | Data                |
| --------------------------------- | --------------------- | ----- | --------- | ------------------- |
| Halowy rekord świata              | Jarmila Kratochvílová | 49,59 | Mediolan  | 7 marca 1982(dts)   |
| Rekord halowych mistrzostw świata | Olesia Krasnomowiec   | 50,04 | Moskwa    | 12 marca 2006(dts)  |
| Halowy rekord Afryki              | Charity Opara         | 50,73 | Stuttgart | 1 lutego 1998(dts)  |
| Halowy rekord Ameryki Południowej | Aliann Pompey         | 51,83 | Nowy Jork | 26 lutego 2010(dts) |
| Halowy rekord Ameryki Północnej   | Christine Amertil     | 50,34 | Moskwa    | 12 marca 2006(dts)  |
| Halowy rekord Australii i Oceanii | Maree Holland         | 52,17 | Budapeszt | 4 marca 1989(dts)   |
| Halowy rekord Azji                | Kemi Adekoya          | 51,67 | Doha      | 20 lutego 2016(dts) |
| Halowy rekord Europy              | Jarmila Kratochvílová | 49,59 | Mediolan  | 7 marca 1982(dts)   |

## Listy światowe
Tabela przedstawia 10 najlepszych wyników uzyskanych w sezonie halowym 2016 przed rozpoczęciem mistrzostw.
| Lp. | Zawodniczka             | Wynik | Data        | Miejsce    |
| --- | ----------------------- | ----- | ----------- | ---------- |
| 1.  | Courtney Okolo          | 50,69 | 12 marca    | Birmingham |
| 2.  | Quanera Hayes           | 51,09 | 12 marca    | Portland   |
| 3.  | Ashley Spencer          | 51,29 | 12 marca    | Portland   |
| 4.  | Natasha Hastings        | 51,34 | 12 marca    | Portland   |
| 5.  | Taylor Ellis-Watson     | 51,51 | 12 marca    | Portland   |
| 6.  | Seren Bundy-Davies      | 51,60 | 30 stycznia | Wiedeń     |
| 7.  | Kemi Adekoya            | 51,67 | 20 lutego   | Doha       |
| 8.  | Chris-Ann Gordon        | 51,69 | 12 marca    | Birmingham |
| 9.  | Shamier Little          | 51,74 | 12 marca    | Birmingham |
| 10. | Stephenie Ann McPherson | 52,05 | 20 lutego   | Glasgow    |

## Wyniki
| CR – rekord mistrzostw \| NR – rekord kraju \| AR – rekord kontynentu \| SB – najlepszy wynik w sezonie \| PB – rekord życiowy |

### Eliminacje
Awans: Dwie najlepsze z każdego biegu (Q) oraz cztery z najlepszymi czasami wśród przegranych (q).
Źródło: IAAF
| Pozycja | Bieg | Tor | Zawodniczka             | Reprezentacja                        | Czas    | Uwagi     |
| ------- | ---- | --- | ----------------------- | ------------------------------------ | ------- | --------- |
| 1.      | 1    | 6   | Kemi Adekoya            | Bahrajn                              | 52,27   | Q         |
| 2.      | 1    | 5   | Stephenie Ann McPherson | Jamajka                              | 52,56   | Q         |
| 3.      | 1    | 2   | Kabange Mupopo          | Zambia                               | 52,72   | q         |
| 4.      | 2    | 5   | Ashley Spencer          | Stany Zjednoczone                    | 52,96   | Q         |
| 5.      | 4    | 6   | Quanera Hayes           | Stany Zjednoczone                    | 52,98   | Q         |
| 6.      | 4    | 4   | Małgorzata Hołub        | Polska                               | 53,15   | Q         |
| 7.      | 2    | 6   | Lisanne de Witte        | Holandia                             | 53,19   | Q         |
| 8.      | 4    | 5   | Bianca Răzor            | Rumunia                              | 53,27   | q         |
| 9.      | 1    | 4   | Samantha Edwards        | Antigua i Barbuda                    | 53,70   | q         |
| 10.     | 2    | 3   | Grace Claxton           | Portoryko                            | 53,97   | q         |
| 11.     | 3    | 6   | Justyna Święty          | Polska                               | 54,25   | Q         |
| 12.     | 3    | 3   | Iveta Putalová          | Słowacja                             | 54,53   | Q         |
| 13.     | 3    | 4   | Ashley Kelly            | Wyspy Dziewicze Stanów Zjednoczonych | 54,95   |           |
| 14.     | 1    | 3   | Amalija Szarojan        | Armenia                              | 55,13   | SB        |
| 15.     | 4    | 2   | Djénébou Danté          | Mali                                 | 55,76   | NR        |
| 16.     | 2    | 4   | Christina Francisco     | Guam                                 | 1:00,08 |           |
| –       | 3    | 5   | Chrisann Gordon         | Jamajka                              | DNF     |           |
| –       | 4    | 3   | Tjipekapora Herunga     | Namibia                              | DSQ     | R163.3(b) |
| –       | 2    | 2   | Hindi Abdiqadir Abdi    | Somalia                              | DNS     |           |

### Półfinały
Awans: Trzy najlepsze z każdego biegu (Q).
Źródło: IAAF
| Pozycja | Bieg | Tor | Zawodniczka             | Reprezentacja     | Czas  | Uwagi |
| ------- | ---- | --- | ----------------------- | ----------------- | ----- | ----- |
| 1.      | 2    | 5   | Kemi Adekoya            | Bahrajn           | 51,47 | Q, AR |
| 2.      | 2    | 6   | Quanera Hayes           | Stany Zjednoczone | 51,54 | Q     |
| 3.      | 2    | 3   | Stephenie Ann McPherson | Jamajka           | 51,91 | Q,    |
| 4.      | 1    | 5   | Ashley Spencer          | Stany Zjednoczone | 52,39 | Q     |
| 5.      | 2    | 1   | Kabange Mupopo          | Zambia            | 52,68 | NR    |
| 6.      | 2    | 4   | Małgorzata Hołub        | Polska            | 52,73 | SB    |
| 7.      | 1    | 6   | Justyna Święty          | Polska            | 53,00 | Q     |
| 8.      | 1    | 4   | Iveta Putalová          | Słowacja          | 53,13 | Q,    |
| 9.      | 1    | 1   | Bianca Răzor            | Rumunia           | 53,34 |       |
| 10.     | 1    | 3   | Lisanne de Witte        | Holandia          | 53,35 |       |
| 11.     | 2    | 2   | Grace Claxton           | Portoryko         | 53,67 |       |
| 12.     | 1    | 2   | Samantha Edwards        | Antigua i Barbuda | 54,67 |       |

### Finał
Źródło: IAAF
| Pozycja | Tor | Zawodniczka             | Reprezentacja     | Czas  | Uwagi |
| ------- | --- | ----------------------- | ----------------- | ----- | ----- |
| 01 !    | 5   | Kemi Adekoya            | Bahrajn           | 51,45 | AR    |
| 02 !    | 6   | Ashley Spencer          | Stany Zjednoczone | 51,72 |       |
| 03 !    | 4   | Quanera Hayes           | Stany Zjednoczone | 51,76 |       |
| 4.      | 2   | Stephenie Ann McPherson | Jamajka           | 52,20 |       |
| 5.      | 3   | Justyna Święty          | Polska            | 52,46 |       |
| 6.      | 1   | Iveta Putalová          | Słowacja          | 54,39 |       |